# Place Ollier
La place Ollier est une place publique du 7e arrondissement de Lyon, en France. Elle doit son nom à Louis Léopold Ollier (1830-1930), considéré comme le père de la chirurgie orthopédique moderne et qui professa à la proche faculté de Médecine de Lyon.

## Histoire
La place daterait de la fin du XIXe siècle[réf. nécessaire] ou du début du XXe siècle, durant la période de la construction de la faculté mixte de médecine et de pharmacie en 1877 et l'université en 1890. Son nom lui est attribué le 2 avril 1901 par délibération municipale.

## Monuments
Plusieurs statues se sont succédé au centre de la place :
- un monument en bronze à l'effigie du docteur Louis Léopold Ollier, financé et réalisé à la mort du médecin. La statue est déboulonnée et fondue en 1941, sous le régime de Vichy, dans le cadre de la mobilisation des métaux non ferreux ;
- À la mémoire des universitaires morts dans les camps, statue de Georges Salendre installée en 1946, et détruite par un attentat de l'OAS, durant la guerre d'Algérie, dans la nuit du 13 au 14 février 1960 ;
- La Pensée, statue de Georges Salendre installée en 1965.